# Handwerkskammer Region Stuttgart

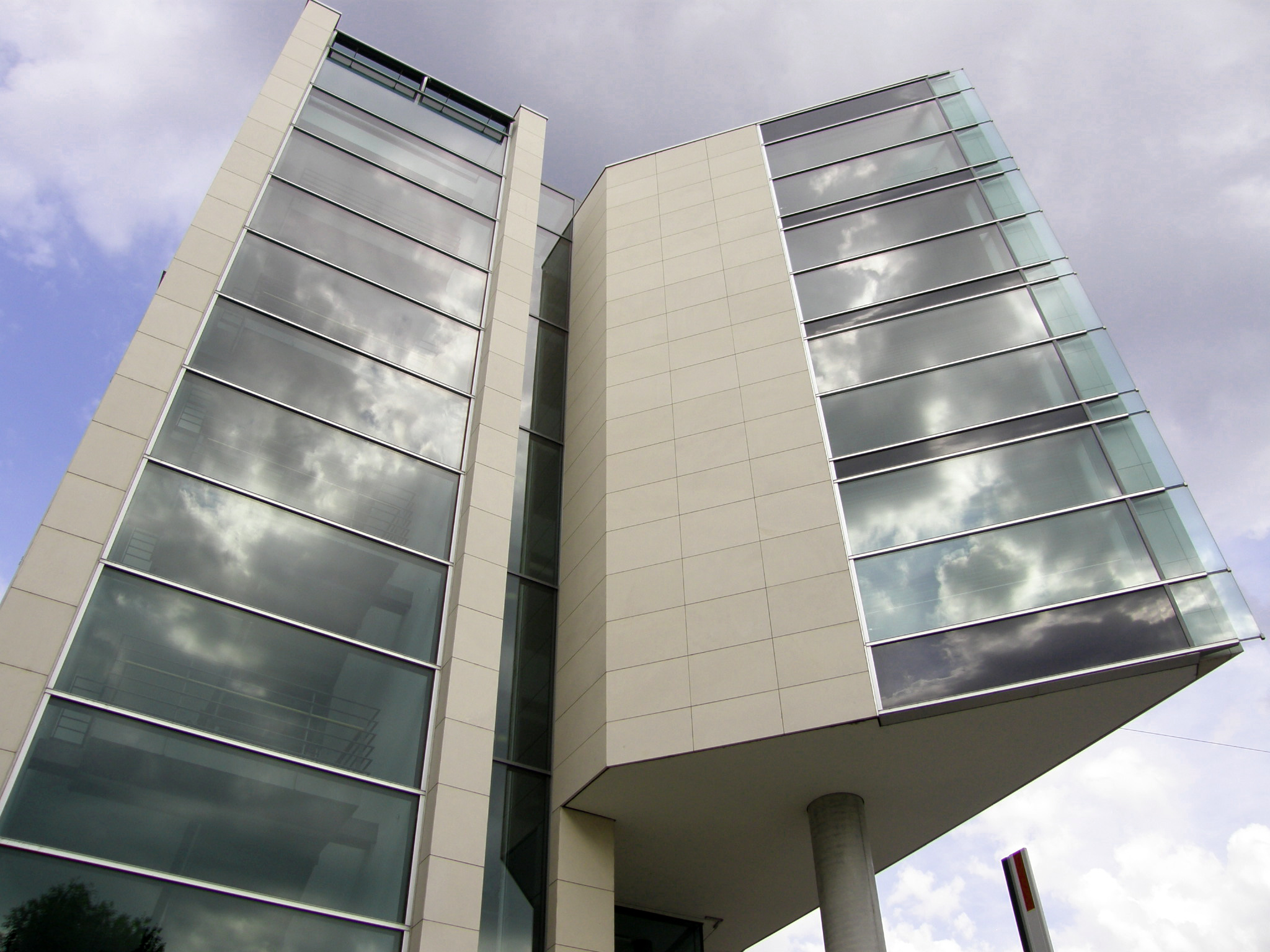
Ansicht des Servicegebäudes der Handwerkskammer Region Stuttgart

 Die Handwerkskammer Region Stuttgart ist eine von 53 Handwerkskammern in der Bundesrepublik Deutschland. Nach der Zahl ihrer Mitglieder ist sie die größte der acht Handwerkskammern in Baden-Württemberg und betreut rund 30.000 Handwerksbetriebe aus der Region Stuttgart, zu der die Landkreise Böblingen, Esslingen, Ludwigsburg, Göppingen, der Rems-Murr-Kreis und der Stadtkreis Stuttgart gehören. Branchenschwerpunkte sind Bau und Ausbau, Kraftfahrzeugtechnik und Zulieferbetriebe, die vorwiegend in der Metallbearbeitung verankert sind. Die Einrichtung verteilt sich örtlich auf zwei Standorte: In der Heilbronner Straße 43 in Stuttgart befindet sich das Verwaltungsgebäude der Kammer, in der Holderäckerstraße 37 im Stuttgarter Stadtteil Weilimdorf steht die Bildungsakademie Handwerkskammer Region Stuttgart.

## Gesetzliche Aufgaben
Mit rund 180 Mitarbeitern vertritt die Handwerkskammer die Belange des Gesamthandwerks ihres Kammerbezirks. Die Mitgliedschaft ist für alle selbständigen Handwerker sowie für deren Gesellen und Lehrlinge verbindlich. Die Kammer agiert als Selbstverwaltungseinrichtung des Handwerks unter der Aufsicht des Wirtschaftsministeriums Baden-Württemberg. Das Wirtschaftsministerium delegiert an sie als Körperschaft des öffentlichen Rechts die Rechtsaufsicht über die Innungen und die Kreishandwerkerschaften im Kammerbezirk. Die Handwerkskammer verzeichnet ihre Mitglieder in der Handwerksrolle und regelt die berufliche Ausbildung in den Handwerksberufen. Dazu führt sie unter anderem die Lehrlingsrolle, ein Verzeichnis aller in ihrem Bezirk bestehender Berufsausbildungsverträge. In Gesellen- und Meisterprüfungsausschüssen reglementieren deren Angehörige die jeweiligen Prüfungen der einzelnen Berufe.

## Dienstleistungsangebot
Über ihre gesetzlichen Aufgaben hinaus tritt die Handwerkskammer Region Stuttgart vor allem durch Beratungs- und Weiterbildungsangebote in den Vordergrund. In erster Linie versteht sie sich heute als ein Dienstleistungszentrum für Betriebe wie Handwerker und berät in rechtlichen, betriebswirtschaftlichen, technischen, umweltbetrieblichen, Außenwirtschafts- sowie aus- und weiterbildungsbezogenen Anliegen. So hilft unter anderem das Starter-Center angehenden Existenzgründern bei der Planung und erledigt zahlreiche Gründungsformalitäten für sie. Unternehmen, die einen Nachfolger für ihren bisherigen Inhaber suchen, sowie Existenzgründer, die ein bestehendes Unternehmen fortführen möchten, unterstützt die Kammer mit ihrer Betriebsbörse, die der Gemeinschaftsinitiative nexxt-change angeschlossen ist. Die Umweltberatung erklärt bestehende Vorgaben des Gesetzgebers und erläutert den Betrieben, wie sie diesen Auflagen nachkommen können. Weiterhin erstreckt sich die Arbeit der Handwerkskammer auf die politische Interessenvertretung und deckt den klassischen Bereich des Berufszulassungsrechts, Prüfungswesens, die Bekämpfung der Schwarzarbeit sowie das Sachverständigenwesen ab.

### Ausbildung
Die Ausbildungsberatung der Kammer richtet sich sowohl an die Ausbilder in den Unternehmen als auch an deren Azubis. Insgesamt waren Ende 2021 insgesamt 10.936 junge Menschen in der Ausbildung, den 2.024 Mädchen stehen 8.912 Jungen gegenüber. Mit Ausbildungsbörsen versucht die Handwerkskammer, beide Seiten – Betriebe wie handwerksinteressierte Jugendliche – zusammenzubringen. In Schulen, auf Berufsinfomessen, mit Workshops und auf ihrer Website erklärt sie die mehr als 130 verschiedenen Handwerksberufe, führt Trainingsanbote für Lehrstellenbewerber durch und unterstützt Betriebe bei Ausbildungsvorhaben. Für die Nachwuchswerbung unterhält die Handwerkskammer die Nachwuchswerbeplattform azubiTV.de. Verschiedene Aktionen wie die Info-Tour durch die Schulen in der Region Stuttgart machen diese Internetseiten in der Öffentlichkeit bekannt.

### Weiterbildung

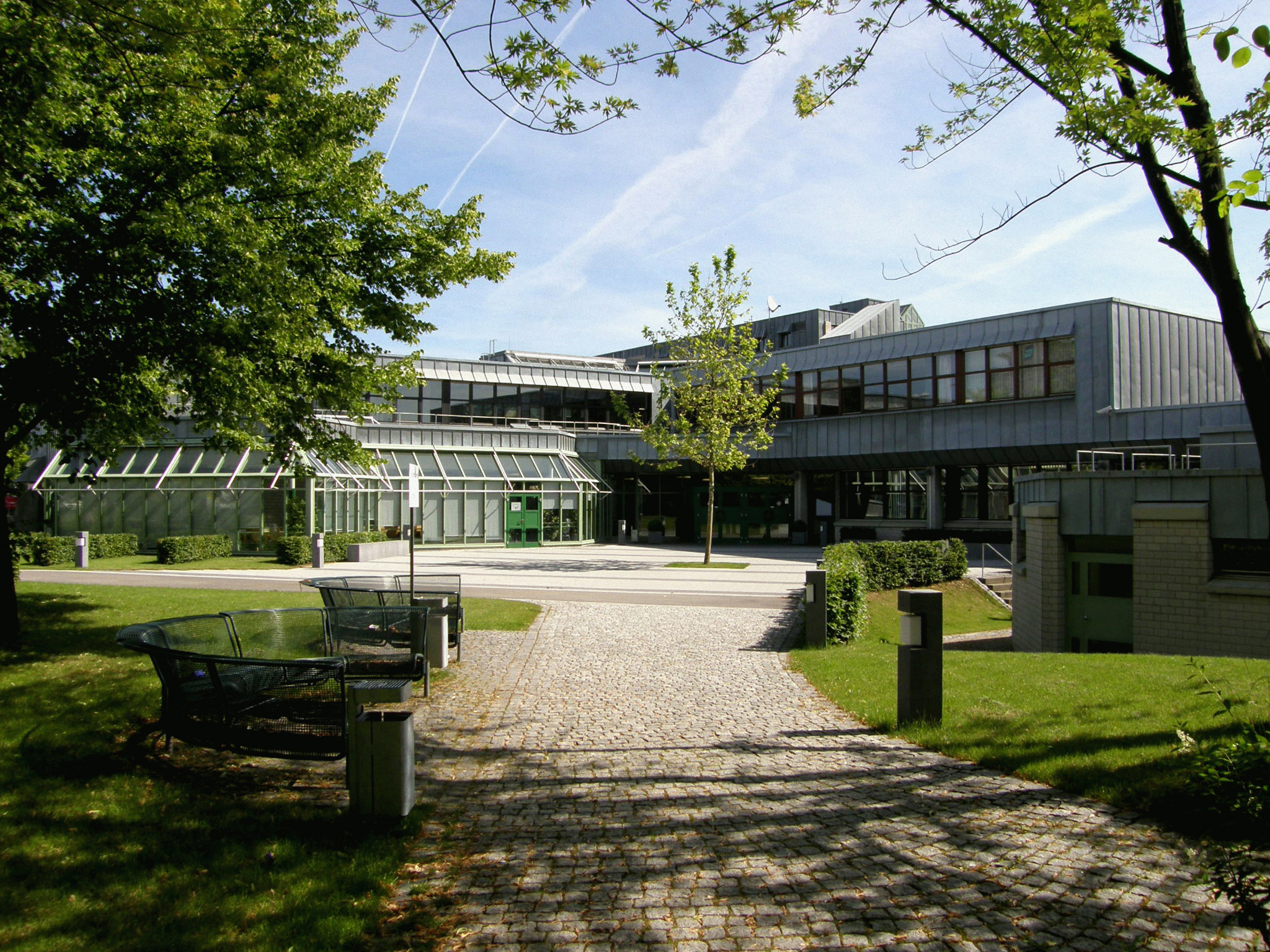
Ansicht der Bildungsakademie Handwerkskammer Region Stuttgart in Weilimdorf

Im Stuttgarter Stadtteil Weilimdorf hat die Bildungsakademie Handwerkskammer Region Stuttgart ihren Sitz. Als staatliche Ergänzungsschule geltend, bietet sie den Abschluss Staatlich anerkannter Betriebswirt des Handwerks an und bildet künftige Meister aus. Darüber hinaus vermittelt ihr Seminarangebot Wissen zur Unternehmensführung, über Betriebswirtschaft und Recht, Kommunikation und EDV und zur berufsbezogenen Weiterbildung. Spezielle Kurse bereiten auf die  Gesellenprüfung vor oder vermitteln Existenzgründern unternehmerisches Grundwissen.

### Überbetriebliche Ausbildung
Ergänzend zur betrieblichen Lehre finden für Azubis in der Bildungsakademie Veranstaltungen der Überbetrieblichen Ausbildung (ÜBA) statt. In den ÜBA-Werkstätten trainieren und vertiefen hauptamtliche Lehrmeister die fachbezogenen Kenntnisse der Auszubildenden der Raumausstatter, Anlagenmechaniker SHK, Fotografen, Maler und Lackierer, Zahntechniker und der Kfz-Gewerke. Sie vermitteln dabei Fachkenntnisse des jeweiligen Berufsbilds, die vom spezialisierten Ausbildungsbetrieb nicht oder nur wenig bedient werden.

## Strukturen und Organisation
Die Handwerkskammer Region Stuttgart gliedert sich in sechs Geschäftsbereiche mit einer gemeinsamen Geschäftsleitung für die beiden Standorte in Stuttgart-Mitte und Weilimdorf. An der Spitze der Kammerführung stehen ein Hauptgeschäftsführer und ein Präsident. Der hauptamtlich tätige Hauptgeschäftsführer leitet die Alltagsgeschäfte der Kammer, der ehrenamtlich gewählte Präsident übernimmt Repräsentationsaufgaben. Derzeit ist Peter Friedrich Hauptgeschäftsführer und Rainer Reichhold Kammerpräsident.
Die Kammerspitze mit ihren Stellvertretern wird durch die Vollversammlung eingesetzt. Sie ist das demokratische Herzstück und oberstes Entscheidungsgremium der Handwerkskammer und besteht derzeit aus 39 Delegierten. Davon sind 13 Vertreter der Arbeitnehmergruppe, 26 Mitglieder vertreten das selbständige Handwerk und das handwerksähnliche Gewerbe. Aufgabe der Vollversammlung ist es, über den Haushaltsplan, die Haushaltssatzung, die Grundbeiträge und den Umlagesatz zu entscheiden. Zudem wählt sie die Mitglieder des Berufsbildungsausschusses und den Vorstand. Letzterer besteht aus dem Präsidenten, den beiden Vizepräsidenten und neun weiteren Mitgliedern. Er legt die Richtlinien fest und bereitet die Sitzungen der Vollversammlung vor.
Die Zuständigkeiten innerhalb der Handwerkskammer Region Stuttgart gibt der Struktur- und Organisationsplan schematisch wieder.

## Geschichte
Eine im Jahr 1897 erlassene Novelle der Gewerbeordnung führte auch in Stuttgart zur Gründung einer Handwerkskammer. Die Gründungsversammlung der Handwerkskammer Stuttgart trat am 3. Dezember 1900 um 11 Uhr im Gebäude des Stuttgarter Landesgewerbemuseums – dem heutigen Haus der Wirtschaft – zusammen. Ab 1906 betrieb die Handwerkskammer gemeinsam mit der Industrie- und Handelskammer Stuttgart eine gemeinsame Rechtsberatungsstelle für ihre Mitglieder. Seit dem 11. Februar 1929 führt die Kammer ihre Handwerksrolle, die alle selbständigen Handwerker des Kammerbezirks verzeichnet. Im gleichen Jahr fiel die bis dahin verbindliche Kontrolle durch Reichskommissare weg.

### Zeit des Nationalsozialismus
Die Gleichschaltung durch die Nationalsozialisten brachte in den Monaten März bis Juni 1933 auch die Handwerksorganisationen auf die politische Linie der NSDAP. Die Handwerkskammer Stuttgart beteiligte sich von da an regelmäßig an Aufmärschen und öffentlichen Gelöbnissen und bediente sich in Reden und Publikationen des zeittypischen Jargons. Im Februar 1939 wurde das NSDAP-Mitglied Philipp Baetzner Präsident der Handwerkskammer. Am 1. Januar 1943 legte eine Reichsverordnung vom Juli 1942 die Handwerkskammern mit den Industrie- und Handelskammern zu Gauwirtschaftskammern zusammen. Formal hörte damit die Handwerkskammer Stuttgart zu diesem Datum auf, als eigenständige Institution zu existieren. Das Gebäude, in dem die Gauwirtschaftskammer untergebracht war, wurde am 12. September 1944 durch einen alliierten Luftangriff vollständig zerstört. Dabei gingen auch die Daten der Handwerksrolle aus der Zeit vor diesem Tag nahezu vollständig verloren.

### Neubeginn nach Kriegsende
1945, nach Ende des Zweiten Weltkriegs, war Stuttgart zu einem kleinen Teil französisch, zum größeren Teil amerikanisch besetzt. Die amerikanische Besatzungsmacht setzte 1948 die völlige Gewerbefreiheit durch, die im Januar 1949 für Württemberg ausdrücklich bestätigt wurde. Die im Jahr 1953 verabschiedete Handwerksordnung restituierte allerdings die Selbstverwaltung des Handwerks und damit auch die Handwerkskammer Stuttgart.

### Jüngere Entwicklungen
In den ersten fünf Jahrzehnten ihres Bestehens hatte die Handwerkskammer neun verschiedene Dienstsitze in Stuttgart. Am 26. Januar 1962 weihte sie ihr Verwaltungsgebäude in der Heilbronner Straße 43 ein, auf dessen Grundstück die Kammer noch heute beheimatet ist. Dort steht neben diesem Gebäude inzwischen ein jüngerer Bau, der 2004 bezogen und am 18. November 2005 seiner Bestimmung übergeben wurde.
In Stuttgart-Weilimdorf entstand ab März 1980 ein Schulungszentrum für das Handwerk der Region, das am 17. Mai 1982 als Berufsbildungszentrum (BBZ) eröffnete. Später wandelte es seinen Namen in Bildungs- und Technologiezentrum (BTZ), seit 2006 heißt es Bildungsakademie des Handwerks. Im Gebäude der Bildungsakademie hat auch die mit ihr nicht zu verwechselnde Landesakademie des Handwerks ihren Sitz, die von den acht Handwerkskammern Baden-Württembergs gemeinsam betrieben wird und 1971 als bundesweit erste Einrichtung ihrer Art entstanden ist.

#### Namensänderung
Die Handwerkskammer Stuttgart änderte im November 1995 ihren Namen in Handwerkskammer Region Stuttgart, um ihre Verbundenheit mit den Landkreisen um Stuttgart zu unterstreichen. Seit 1963 unterhält sie eine Partnerschaft mit der in Straßburg ansässigen Chambre de Métiers d’Alsace.